# Церковь Иоанна Предтечи (Гуляй-Борисовка)
Церковь Иоанна Предтечи — церковь в хуторе Гуляй-Борисовка Зерноградский район Ростовской области. Относится к Зерноградскому благочинию Волгодонской епархии РПЦ.
Адрес храма: Ростовская область, район Зерноградский, хутор Гуляй-Борисовка.

## История
Слобода Гуляй-Борисовка в конце XIX века была включена в Черкасский округ Области Войска Донского, в настоящее время хутор Гуляй-Борисовка входит в состав Зерноградского района Ростовской области.
Первый деревянный храм слободе Гуляй-Борисовке был построен с благословении архиепископа Донского и Новочеркасского Платона в 1871 году. Храм строился на средства помещика камер-юнкера Двора Его Величества Бориса Ивановича Поздеева, верующих жителей слободы и окрестных поселков. Храм в слободе Гуляй-Борисовка был освящен 8 мая 1871 года благочинным Черкасского округа Аксайской станицы Троицкой церкви священником Иаковом Соколовым.
Построенная церковь была однопрестольной. Престол был освящен во имя Рождества Иоанна Предтечи согласно Указу Донской Духовой Консистории от 4 мая 1871 года за № 2856.24. У церкви была деревянная ограда, которая в 1890 году пришла в ветхое состояние и была заменена на железную, которую была установлена на кирпичный фундамент. С 9 мая 1871 года по 22 сентября 1874 года при церкви работала церковно-приходская школа. Попечителем школы был священник Симеон Мануйлов. С 22 сентября школа была преобразована в сельско-приходское училище. С 1890 года при церкви открыли школу грамотности.
Со временем слобода разрослась, старая церковь стала тесной. Жители слободы стали ходатайствовать о строительстве новой церкви. В 1903 году на смену первой церкви была построена вторая. Новый храм был трехпрестольный, но как и первый — деревянный. Главный престол во имя Рождества святого Иоанна Предтечи, левый — в честь Иверской иконы Божией Матери, правый — в честь святых равноапостольных Кирилла и Мефодия. Строительство храма благословил архиепископ Донской и Новочеркасский Афанасий. Прихожане принимали активное участие в строительстве. Храм строили на пожертвования жителей слободы «всем миром».
Освящение второго храма состоялось 29 января 1904 года с благословения архиепископа Донского и Новочеркасского Афанасия 29 января 1904 года главный престол в честь Рождества Иоанна Предтечи нового храма был освящен Кагальницким благочинным Петром Рудневым. Из церкви Кагальницкой станицы для нового храма был дарован трехпрестольный иконостас. Освящение двух придельных престолов при новом храме состоялось осенью 1904 года. В 1904 году, одновременно с новой церковью, было построено здание для местной церковно-приходской школы.
В 1930 году храм во имя Рождества Иоанна Предтечи был закрыт.
Вновь храм открыли в 1944 году. Своими силами прихожане восполняли имущество, разграбленное за годы простоя храма, ремонтировали разрушающийся храм.
В 1959 года последовало решение изъять церковь у религиозной общины с последующим её снесением. Предполагалось на её месте в 1960—1961 годах построить школу — интернат на 600 мест. На волне антирелигиозных пропаганды 23 февраля 1960 года храм был закрыт. Он ещё существовал некоторое время, но через два года после закрытия здание церкви было подожжено и сгорело.
В середине 1990-х годов в хуторе активизировалась местная православная община, 27 января 1997 года приходу было выделено помещение для молитв. 9 сентября 1999 года в Главном управлении юстиции Ростовской области был зарегистрирован приход храма. Первым настоятелем храма стал священник Сергий Юркин.

## Священнослужители
Настоятель храма Рождества Иоанна Предтечи хутора Гуляй — Борисовка — иерей Ростислав Тимченко.